# Casa del carrer Quintana, 5
La casa del carrer Quintana, 5 és un edifici de Barcelona catalogat com a bé cultural d'interès local. Als baixos hi ha el restaurant Can Culleretes.

## Descripció
Es tracta d'un edifici de mitjans del segle xix amb planta baixa, entresol i tres pisos, en un solar d'aproximadament 20 m de profunditat.
El tram inferior de la façana està compost per un arc de mig punt a l'entresòl flanquejat per dues finestres enreixades, amb dues pilastres laterals que menen als baixos. A partir del primer pis, les pilastres ascendeixen fins a la tercera, coronades per capitells jònics i medallons de terracota. El darrer pis no compta amb l'acompanyament de pilastres però està coronat per permòdols decorats. Altres elements de l'estructuració de la façana són els balcons i obertures. Aquestes es troben unides en una balconada al primer pis, amb forja senzilla i sòbria. Per sobre, les obertures del segon i tercer pis tenen balcons per cada obertura, malgrat això, el de la obertura central és més gran i els laterals més petits. Al quart pis, cada obertura té un petit balcó de desenvolupament quasi interior.

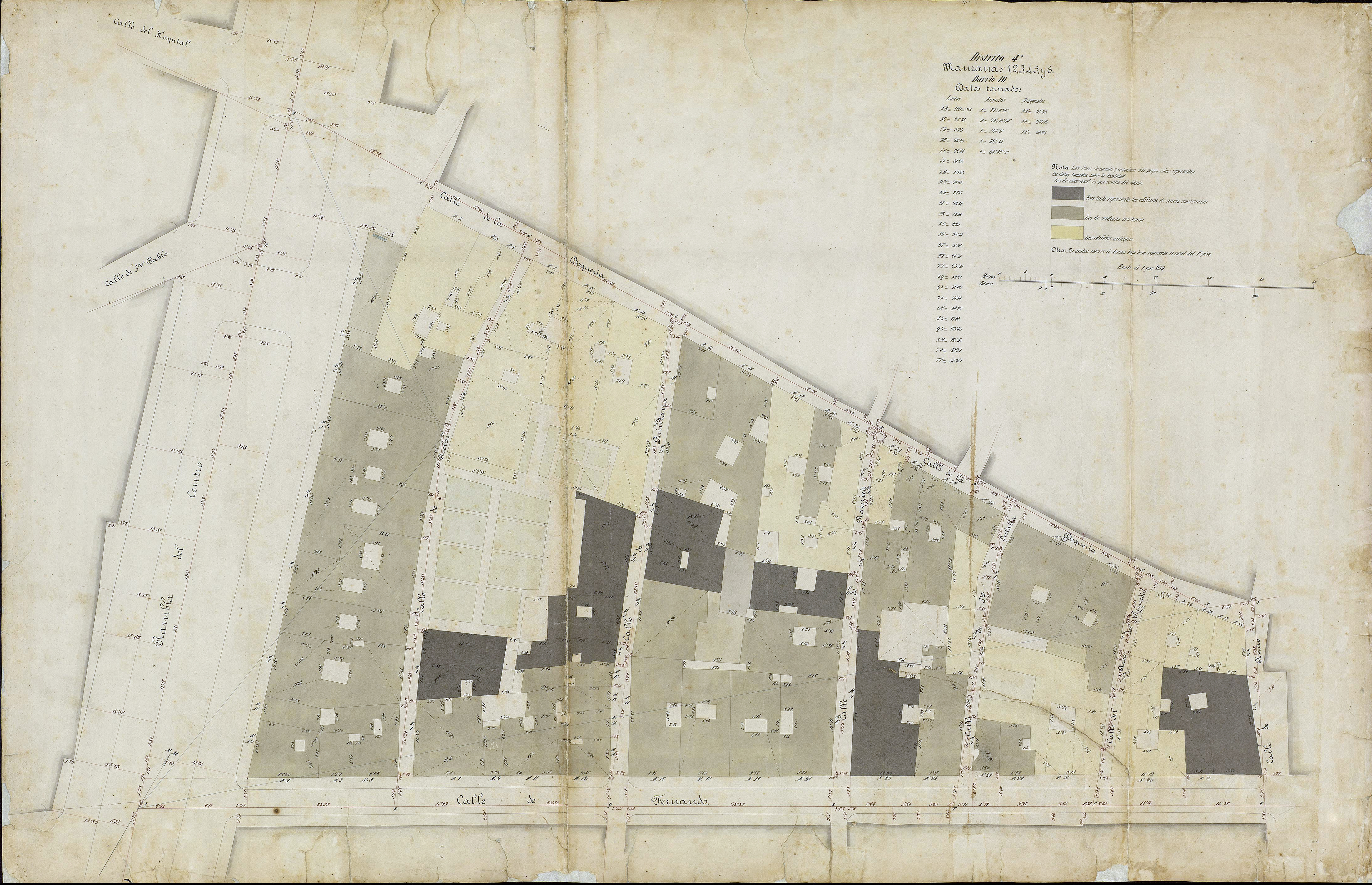
Quarteró núm. 115 de Garriga i Roca (c. 1860)